# بونخين
بلدية بونخين (بالإسبانية: Pungín) هي بلدية تقع في مقاطعة أورينسي التابعة لمنطقة غاليسيا شمال غرب إسبانيا.

## الديموغرافيا
بلغ عدد سكان بلدية بونخين 825 نسمة عام 2011 (وفقاً للمعهد الوطني للإحصاء الإسباني).
| 1.025 | 965 | 974 | 942 | 907 | 861 | 825 |